# Buda explotó por vergüenza
Buda explotó por vergüenza (en persa Buda az sharm foru rikht, traducido al inglés Buddha Collapsed Out of Shame) es el título de una película dramática de coproducción franco-iraní dirigida por Hana Makhmalbaf en 2007. Relata la historia de una niña afgana que lucha por ir a la escuela y recibir una educación. Se estrenó en España el 29 de febrero de 2008 y compitió en el Festival Internacional de Cine de Toronto y en la sección oficial del Festival Internacional de Cine de San Sebastián de 2007 donde consiguió el Premio Especial del Jurado y el Premio Otra Mirada.

## Sinopsis
En la zona cercana a los recientemente destruidos Budas de Bāmiyān viven miles de familias. En un entorno violento marcado por el régimen de los talibanes de Afganistán, Bagtay, una niña de seis años, se propone ir a la escuela con su vecino y aprender así el alfabeto. En su camino a la escuela sufrirá el acoso de otros niños, que juegan a la guerra y pretenden lapidarla y derribarla como sus mayores hicieron con las gigantescas estatuas de Buda.

## Recepción y críticas
La película fue muy bien recibida por la crítica en su estreno, destacando su dramatismo, el buen hacer de la directora con actores no profesionales y el propio simbolismo de la historia relatada.
Otras críticas se centran en el magnífico trabajo de la niña Nikbakht Noruz y en los toques de humor repartidos en el metraje, que ayudan a descubrir un mensaje de defensa de la paz y el acceso a la cultura para todos los niños.